# Прицепыши
Прицепыши (лат. Dryopidae) — семейство водных насекомых из отряда жесткокрылых. В ископаемом состоянии известны с олигоцена (†Dryops eruptus).

## Описание
Тело жуков узкое и длинное, иногда продолговато-овальное, сверху сильно или умеренно выпуклое, густо опушено. Окрас тёмный. Голова не полностью вытянута в переднегрудной сегмент. Усики со сближенными основаниями, 9-11-члениковые, короткие, ушковидные.

## Классификация
В мировой фауне насчитывается около 280 видов из 33 родов.
- Ahaggaria
- Ceradryops
- Drylichus
- Dryops
- Elmomorphus
- Elmoparnus
- Geoparnus
- Ghiselinius
- Guaranius
- Helichus
- Holcodryops
- Momentum[вд]
- Monstrosostea
- Onopelmus
- Oreoparnus
- Pachyparnus
- Parahelichus
- Parnida
- Parygrus
- Pedestrodryops
- Pelonomus
- Phallodryops
- Pomatinus
- Postelichus
- Quadryops
- Sosteamorphus
- Spalacosostea
- Stygoparnus

## Распространение
Семейство имеет почти всесветное распространение. Максимальное видовое разнообразие отмечено в тропических районах в  Афротропике, Неотропике и Ориентальной области.